# Sturzkampfgeschwader 2
Sturzkampfgeschwader 2 var ett tyskt störtbombförband inom Luftwaffe under andra världskriget. 18 oktober 1943 omvandlades förbandet till Schlachtgeschwader 2 eftersom störtbombning inte längre var det huvudsakliga angreppssättet.

## Förbandschefer
Förbandschef, kallad Geschwaderkommodore var:
- Oberstleutnant Oskar Dinort, 15 oktober 1939
- Oberstleutnant Paul-Werner Hozzel, 16 oktober 1941
- Oberstleutnant Dr. Ernst Kupfer, 13 februari 1943
- Oberleutnant Hans-Karl Stepp, 10 september 1943